# 1380
1380. је била проста година.

## Догађаји
- На сабору српске цркве 1380. године, након повлачења са тог места, његовог претходника патријарха Јефрема изабран је за патријарха српског Спиридон.

### Фебруар
- 8. септембар — Велики московски кнез Дмитриј Донски је у бици код Куликова потукао татарску војску.

### Децембар
- Википедија:Непознат датум — Преподобни Дионисије је основао обитељ светог Јована Претече.
- Википедија:Непознат датум — Опсада Шатонефа де Рандона

## Смрти
- 16. септембар — Карло V Мудри, француски краљ (*1338)